# Bilkha
Bilkha är en ort i Indien.   Den ligger i distriktet Jūnāgadh och delstaten Gujarat, i den västra delen av landet, 1 000 km sydväst om huvudstaden New Delhi. Bilkha ligger 97 meter över havet och antalet invånare är 14 421.
Terrängen runt Bilkha är platt åt sydost, men åt nordväst är den kuperad. Runt Bilkha är det ganska tätbefolkat, med 185 invånare per kvadratkilometer. Närmaste större samhälle är Jūnāgadh, 16,9 km nordväst om Bilkha. Omgivningarna runt Bilkha är en mosaik av jordbruksmark och naturlig växtlighet.